# 綠色小組
綠色小組（英語：Green Team），台灣曾經存在的一個以記錄社運活動為主的攝影團體。

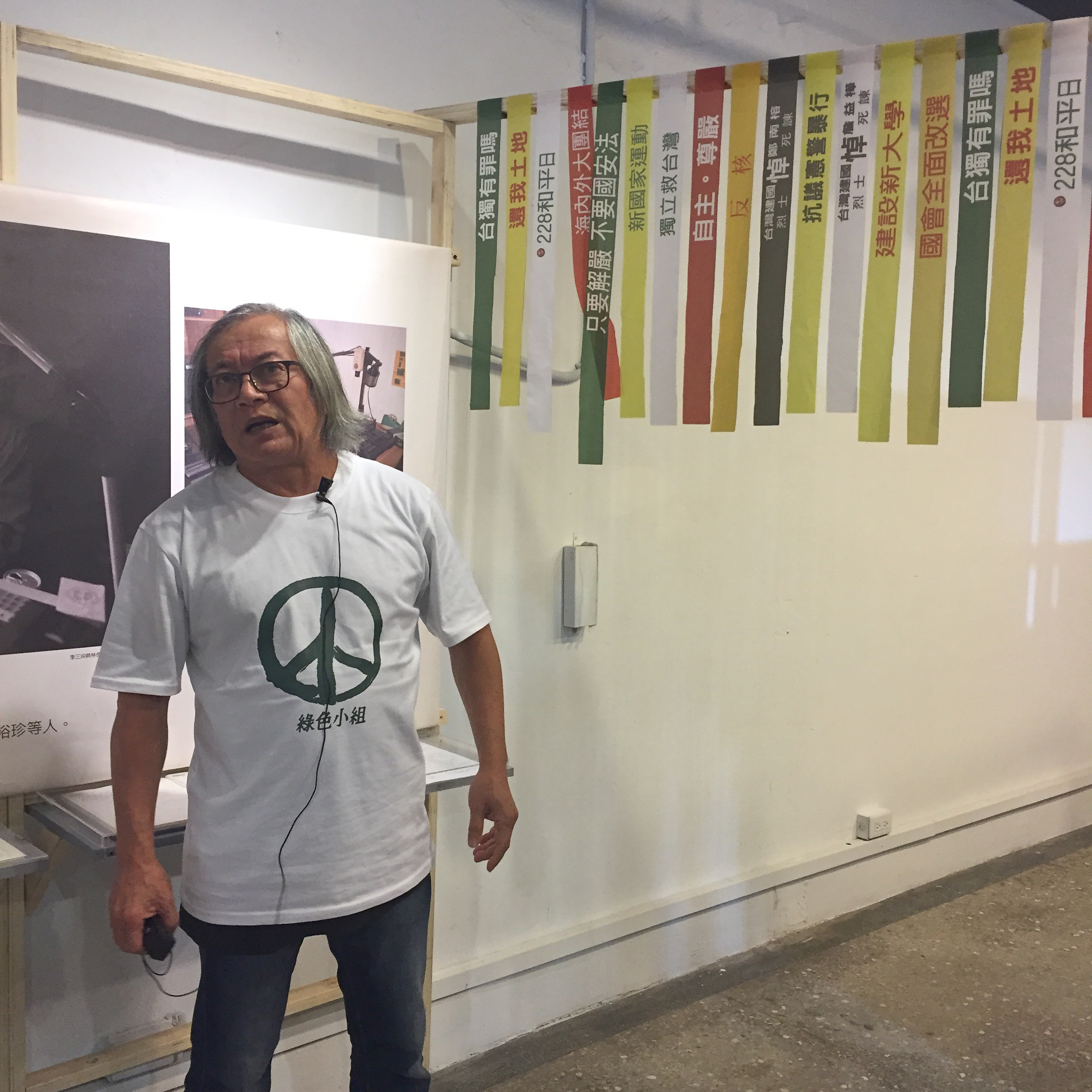
綠色小組發起人王智章與抗議標語布條

## 簡介
以「綠色小組」為名的攝影團體，於1986年10月成立。用簡便的電子攝影機（ENG）拍攝、記錄當時的社會運動，透過非正式管道發行錄影帶散播社運訊息，以顛覆當時老三台電視新聞的官方說法，是1987年台灣解嚴前後比較有代表性的小型獨立媒體。
綠色小組是個鬆散的攝影團體，成員不固定，創始團員為王智章、李三沖和傅島三人。通常保持在3至5人之間，主要成員有王智章、李三沖、傅島和林信誼。鄭文堂曾加入綠色小組三個月，但不久後轉而加入民主進步黨新潮流系。

## 歷史
1986年的桃園機場事件，是綠色小組成軍後首次記錄的示威活動。1988年，民主進步黨中央黨部委託綠色小組製作紀錄片《國會不改選，台灣沒前途！》，供各縣市黨部巡迴播放。1989年中華民國縣市長選舉，綠色小組自行架設衛星電視發射器，創立台灣首家民間電視台「綠色電視台」，並在民主進步黨臺北縣縣長候選人尤清競選總部舉行開播記者會。

## 後續
綠色小組於1990年底解散，留下1800卷VHS錄影帶，總計3000小時的影像紀錄。1994年，陳文彬、李疾、王育麟等人創辦「腦振盪影像傳播文化公司」拍攝廣告、劇情短片，同時整理綠色小組VHS錄影帶轉為Betacam工作。1998年，綠色小組將他們保存的影像資料交給國立台南藝術大學管理。
2006年，綠色小組與社運界和傳播界的朋友成立台灣綠色小組影像紀錄永續協會，同時開始與台南藝術大學合作，以中華民國教育部補助款進行原始錄影帶的修復、拷貝、數位化與網站的架設。
2013年3月15日，台南藝術大學教授井迎瑞等人將綠色小組的影像資料數位化後，成立《綠色小組影像資料庫》放至網際網路，提供各界免費瀏覽觀看；井迎瑞、台南藝術大學校長李肇修與台灣綠色小組影像紀錄永續協會理事長王智章，各為綠色小組影像資料庫寫了一篇序。

2014年，綠色小組獲頒台灣國際紀錄片影展傑出貢獻獎。
2016年4月26日，綠色小組與公民行動影音紀錄資料庫對談，王智章表示，以綠色小組的立場，假如綠色小組現在還存在、還必須拍片，綠色小組的立場還是一樣站在弱勢、社運、人民這一邊，從來不是站在民進黨這一邊。
2016年5月6日，第十屆台灣國際紀錄片影展開幕典禮，王智章、李三沖、傅島和林信誼出席，開幕片為綠色小組重新剪輯成的野百合學運紀錄片《你怎麼不憤怒！野百合學運》；本屆台灣國際紀錄片影展特設單元【如果紀錄有顏色：綠色小組30週年】，完整回顧綠色小組的紀錄影像。

## 外部連結
- 綠色小組社會運動紀錄片
- 綠色小組影像協會的Facebook專頁